# Pseudopallene ambigua
Pseudopallene ambigua is een zeespin uit de familie Callipallenidae. De soort behoort tot het geslacht Pseudopallene. Pseudopallene ambigua werd in 1956 voor het eerst wetenschappelijk beschreven door Stock. 